# Harebosjön
Harebosjön är två sjöar, förbundna genom ett våtmarksområde, vid norra och södra Harebo i Långasjö socken i Emmaboda kommun i Småland. Den ingår i Lyckebyåns avrinningsområde:
- Harebosjön (Långasjö socken, Småland, 627559-147866), sjö i Emmaboda kommun, 56°36′27″N 15°27′19″Ö / 56.6074°N 15.4553°Ö (5,5 ha)
- Harebosjön (Långasjö socken, Småland, 627608-147806), sjö i Emmaboda kommun, 56°36′54″N 15°26′51″Ö / 56.6151°N 15.4476°Ö (20,3 ha)